# Fall Gladewitz
Der Fall Gladewitz war die wahrscheinliche Verschleppung eines Besuchers beim Berliner Rundfunk aus West-Berlin in die DDR im Jahr 1950.

## Vorgeschichte

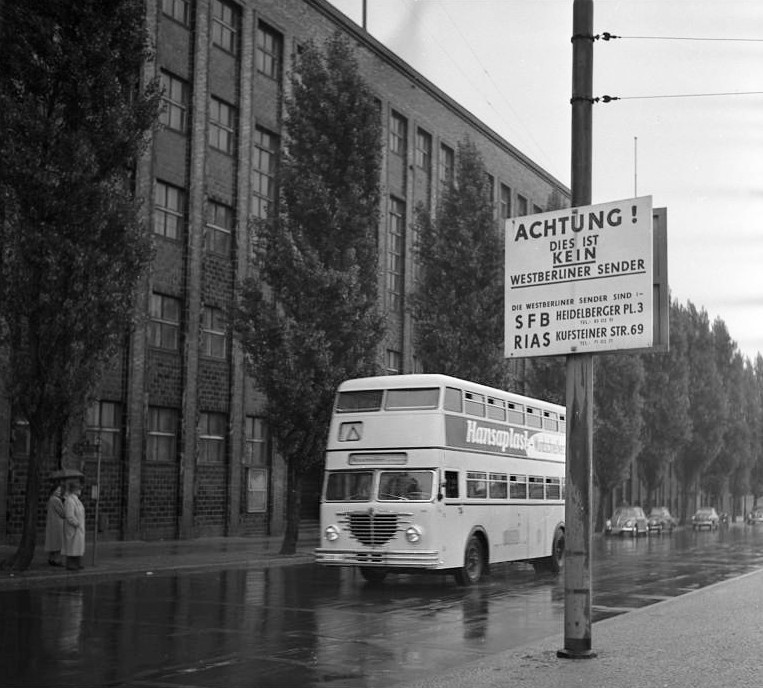
Funkhaus Masurenallee, 1955, mit Hinweisschild

Das traditionsreiche Berliner Funkhaus  in der Masurenallee stand seit dem Mai 1945 unter sowjetischer Kontrolle. Bald danach sendete von dort Radio Berlin, mit Redakteuren aus dem sowjetischen Sektor. Die West-Alliierten versuchten mehrmals, den Betrieb zu stören, was ihnen aber nicht dauerhaft gelang.
Das Funkhaus lag im britischen Sektor in der Nähe des Messegeländes und war äußerlich nicht als östliche Einrichtung zu erkennen.
Dies blieb auch nach der Gründung der DDR im Oktober 1949 so.

## Besucher am 1. September 1950
Am 1. September 1950 betrat ein etwa 25-jähriger junger Mann aus Aue im Erzgebirge das Rundfunkgebäude. Er war der Meinung, dass es sich um einen West-Berliner Sender handelte, und wollte einen verantwortlichen Redakteur sprechen.
Der Empfangschef Alfred Hartmann führte ihn zum Chef vom Dienst Richard Gladewitz in dessen Dienstzimmer. Dort befanden sich zu dieser Zeit außerdem noch die Sekretärin und der junge Rundfunkredakteur Dagobert Loewenberg. Das Stalin-Bild wurde vorher schnell von der Wand genommen.
Der junge Mann berichtete nun über die schweren Arbeitsbedingungen der Arbeiter im Wismut-Bergbau in Aue, der unter sowjetischer Verwaltung stand. Er wurde aber stutzig, als die Sekretärin während des Gesprächs telefonisch ein Kraftfahrzeug aus der Friedrichstraße bestellte, weil er wusste, dass diese teilweise in Ost-Berlin lag.
Nach einigen Minuten verließ der Redakteur Dagobert Loewenberg den Raum. Bald danach ging auch der Abteilungsleiter Richard Gladewitz mit dem jungen Mann aus dem Zimmer. 
Was danach geschah, ist unbekannt. Die Identität des jungen Besuchers konnte nie geklärt werden, auch nicht dessen Verbleib.

## Verhaftungen
Der Mitarbeiter des Berliner Rundfunks Horst Ewald berichtete dem amerikanischen Sender RIAS von der vermuteten Verschleppung. Dieser stellte daraufhin am 4. September eine Strafanzeige bei der West-Berliner Justiz. Am 7. September verschwand wahrscheinlich ein weiterer Besucher aus dem Ost-Berliner Rundfunk.
Am 6. Dezember 1950 wurden der verantwortliche Redaktionsleiter Richard Gladewitz, der Empfangschef Alfred Hartmann und der Kraftfahrer Ernst Schmidt nach Dienstschluss von der West-Berliner Polizei verhaftet. Am 15. Dezember wurde auch der Rundfunkmitarbeiter Dagobert Loewenberg am S-Bahnhof Witzleben festgenommen.
Danach berichteten West- und Ost-Berliner Zeitungen mehrmals über die Vorgänge, jeweils aus ihrer Sicht, auch mit falschen Behauptungen.

## Prozess
Der Prozess begann erst am 27. August 1951 vor dem Schwurgericht Berlin-Moabit. Die Verhandlung leitete Landgerichtsdirektor von Götze, die Anklage vertrat Oberstaatsanwalt Hans Cantor, die Verteidigung hatte der bekannteste Ost-Berliner Anwalt Friedrich Karl Kaul  übernommen.
Im Gerichtssaal war Publikum zugelassen, die Rundfunksender NWDR, RIAS, Berliner Rundfunk und der Deutschlandsender durften den gesamten Prozessverlauf aufnehmen. 
Am ersten Prozesstag wurden Dagobert Loewenberg und Ernst Schmidt aus der Untersuchungshaft entlassen. Ab dem zweiten Prozesstag wurden die ostdeutschen Rundfunksender von der Verhandlung ausgeschlossen. Die anwesenden Rechtsanwälte nahmen aber heimlich weiter den Prozessverlauf auf, der dann auch weiter im DDR-Rundfunk gesendet wurde.
Im Gerichtssaal gab es während der Verhandlungen öfter Unmutsbekundungen, am dritten Tag gab es auch wütende Proteste vor dem Gerichtsgebäude.
Am 29. August wurde das Verfahren mit Freisprüchen für die Angeklagten beendet.
Der Verteidiger Friedrich Karl Kaul hatte vorher in einem dreistündigen Plädoyer die Unschuld seiner Mandanten beteuert. 
Für eine vermutete Verschleppung des Besuchers konnten keine Nachweise erbracht werden. Es gab nicht einmal einen Passierschein für ihn und auch für den Kraftfahrzeugpark waren keine Papiere über eine Fahrt in dieser Zeit feststellbar.
Später wurde in westlichen Medien die Vermutung geäußert, Rechtsanwalt Kaul habe die beteiligten Juristen auf Dokumente über ihre NS-Vergangenheit hingewiesen, die er gerne veröffentlichen würde.

## Resonanz
Die DDR-Medien feierten die Freisprüche als Siege. Der Hauptangeklagte Richard Gladewitz erklärte danach in einem Interview:

„Man wollte einen entscheidenden Schlag führen gegen den Rundfunk der Deutschen Demokratischen Republik. Und  damit auch gleichzeitig natürlich einen Schlag gegen die ungeheuer angewachsene  Friedensfront. (...)“

Und Dagobert Loewenberg ergänzte 

„Das Aufgebot dieser faschistischen Elemente, dieser Agenten und Meineidleistenden im Gerichtssaal war doch  eigentlich im Grunde genommen nur der Versuch, uns wieder eine Zeit heraufzubeschwören, die wir bereits einmal erlebt haben. Und wir werden dafür sorgen, daß diese Zeit, natürlich der Faschismus, worauf diese Herren hinauswollten, daß  diese Zeit nicht wiederkommen wird.“

Oberstaatsanwalt Cantor erklärte nach wenigen Tagen den Verzicht auf eine Revision.
Friedrich Karl Kaul veröffentlichte bald danach das Hörspiel Funkhaus Nalepastraße, in dem er seine Sichtweise der Vorgänge darlegte. Darin spann ein US-Hauptmann Williams die Fäden der Verschwörung gegen die DDR-Rundfunkmitarbeiter. Diesen gab es wahrscheinlich gar nicht, was aber aus dem Hörspiel nicht erkennbar wird.

## Fazit
Es ist wahrscheinlich, dass der junge Besucher aus dem Rundfunkgebäude nach Ost-Berlin gebracht wurde und dort verschwand. In dieser Zeit gab es häufiger Entführungen und auch Todesurteile durch die ostdeutschen und die sowjetischen Verantwortlichen bei Hochverrat und ähnlichen Vergehen. 